# Tribunus cohortis

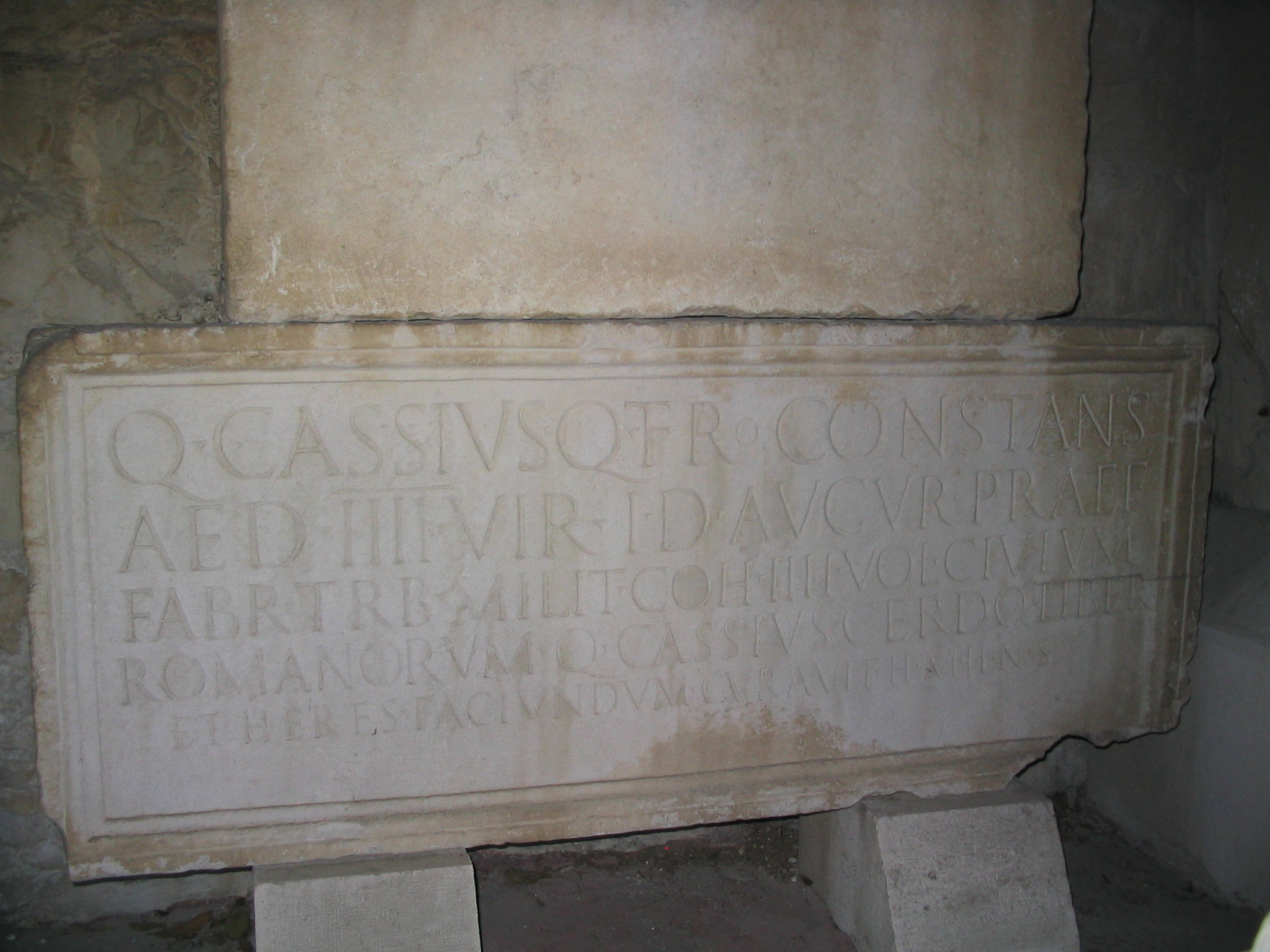
Inscripción honoraria CIL III 8737 procedente de Salona (Solín, Croacia), erigida en honor de Quintus Cassius Constans, quien dirigió la Cohors IIII Voluntariorum en algún momento de la segunda mitad del.

El tribunus cohortis era un oficial ecuestre del ejército romano que dirigía una unidad auxiliar del tipo cohors quinquagenaria peditata de infantería formada por ciudadanos romanos.

## Historia
Estas unidades auxiliares habían nacido en la época de Augusto durante la peligrosa revuelta iliria ocurrida entre los años 6 y 9 y después de la derrota de Publio Quintilio Varo en la Batalla del bosque de Teutoburgo del 9, que obligaron a realizar reclutamientos extraordinarios de unidades auxiliares, incluyendo levas de ciudadanos romanos y libertos, que fueron encuadrados en unidades llamadas Voluntariorum civium Romanorum, Italicae o Campestris, dependiendo del lugar y tipo de reclutas. Al ser ciudadanos romanos, fueron equipados como los legionarios y tenían esa misma consideración,, por lo que fueron puestas al mando de un tribunus, al igual que las cohortes de una legión, que eran dirigidas por los tribuni militum angusticlavii.
Cuando el emperador Claudio I regularizó la carrera ecuestre, decidió que el cargo de tribunus cohortis fuera equiparado al de praefectus cohortis como prima militia del cursus honorum de los caballeros.
Con las reformas militares de Diocleciano y Constantino I el Grande, el cargo continuó existiendo nominalmente, pero las unidades que estos oficiales mandaban, aunque conservasen su nombre del Alto Imperio, eran más reducidas que las de tiempos anteriores.